# Postimees
Il Postimees (Il Postino) è un quotidiano estone. Fu fondato il 1º gennaio 1857, a Pärnu, dal giornalista Johann Voldemar Jannsen, che fu anche poeta ed autore del testo dell'inno nazionale estone Mu isamaa, mu õnn ja rõõm ("Mia terra natìa, mio orgoglio e gioia").

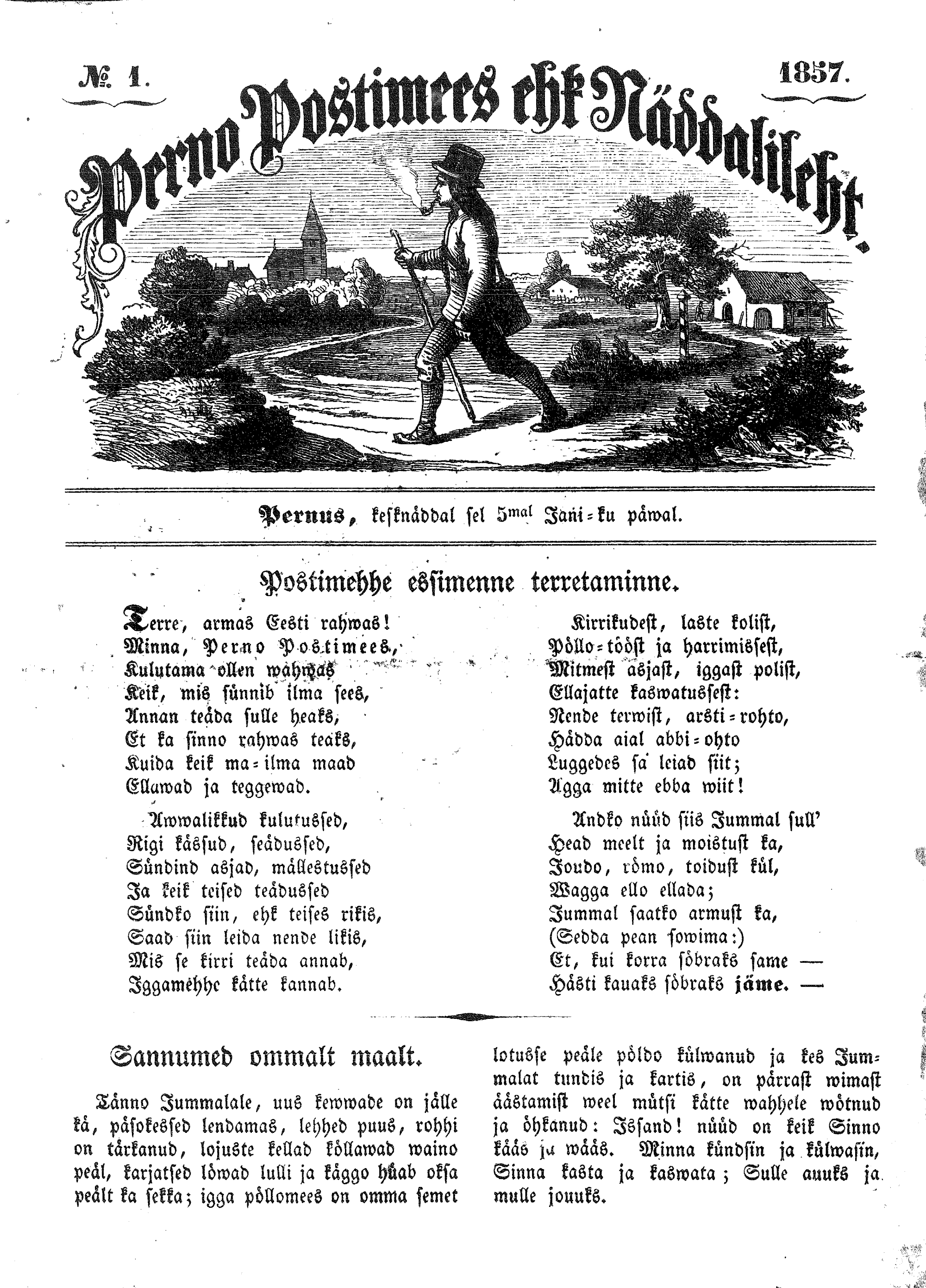
La prima pagina, uscita il 1º gennaio 1857, del Perno Postimees

Divenne il primo quotidiano nel 1891.
All'inizio del 2009, il Postimees è stato il quotidiano più diffuso d'Estonia, con oltre 242.000 lettori ed una tiratura giornaliera compresa tra 61.000 a 72.000. copie.
Sempre dal giugno 2009, dopo la chiusura di Vesti Dnja e Molodjozh Estonii a seguito della crisi economica, il quotidiano Postimees è rimasto l'unico giornale, pubblicato anche in lingua russa, a diffusione nazionale. In russo ha una tiratura di circa 10.000 copie.
Nel 1995, il Postimees lanciò il suo sito internet, divenuto in seguito un'identica versione on line di quella stampata. Nel 2000, il sito internet fu completamente rinnovato, e cominciò a pubblicare notizie in diretta su base giornaliera. È diventato un importante portale di notizie giornaliere.
Durante la controversia sorta a Tallinn, per lo spostamento del Soldato di Bronzo, nel 2007, il sito del Postimees fu attaccato e bloccato ai visitatori internazionali per una settimana.
Dal 2009, Postimees.ee è il secondo produttore di notizie dopo il Delfi.ee, con circa mezzo milione di lettori alla settimana.
Il Postimees è interamente posseduto da una succursale della compagnia norvegese Schibsted, uno dei principali gruppi mediatici ed editoriali della Scandinavia.
Il Postimees Online è una società figlia al 100% del Postimees, fondata nel maggio 2006. Postimees Online gestisce parecchi marchi di siti di news online estoni: Elu24.ee, Ilmajaam.ee, Tarbija24.ee and Postimees Online così come il Rus.postimees.ee. Nel febbraio 2011 al Postimees Online sono impiegate 58 persone. Il Capo editore di Postimees Online è Aivar Reinap.
Postimees partecipa all'Atomium Culture, la Piattaforma Permanente dell'Eccellenza Europea che ha al suo interno alcune delle più rinomate Università Europee, giornali e imprese per incrementare lo strumento dell'informazione: oltre i confini, oltre i settori e verso un esteso pubblico.